# Geologia marinha

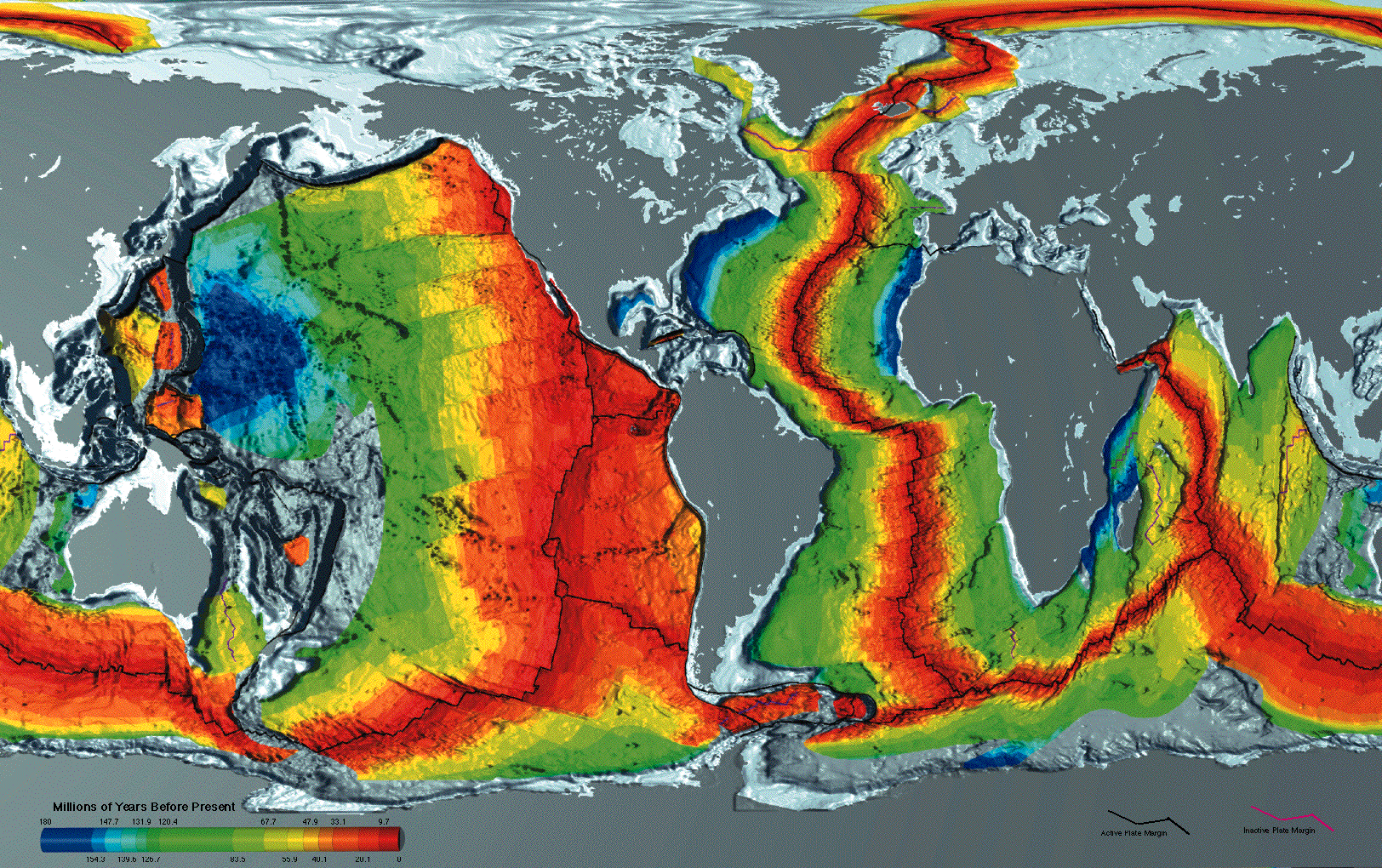
A crusta oceânica e a sua idade (a vermelho zonas de idade inferior a 20 milhões de anos; a verde e azul zonas mais antigas). A extensão dos fundos de cada idade fornece um indício da velocidade de expansão em cada ponto, diferença que originou as zonas de fractura (falhas transformantes), descontinuidades perpendiculares às dorsais.

Geologia marinha ou oceanografia geológica também conhecida como oceanografia abiótica é o estudo da formação e estrutura do fundo do mar. Estuda a sedimentologia, a geomorfologia, a geofísica a geoquímica e os processos morfodinâmicos marinhos e costeiros. Abrange os oceanos, a faixa de praia e a interação destas com o mar e o processo de erosão marinha. Esses processos são influenciados por variações climáticas e oceanográficas em diferentes escalas de tempo e espaço. A geologia marinha tem fortes ligações com a geofísica e a oceanografia.
Os estudos geológicos marinhos foram de extrema importância para o avanço do estudo da expansão do fundo do mar e da tectónica de placas após a Segunda Guerra Mundial.  O fundo do oceano é a última fronteira inexplorada e seu mapeamento detalhado tem sido impulsionado pela persecução de objetivos militares (submarinos) e económicos ( mineração de petróleo e metal ) impulsiona a pesquisa.

## Visão global

A crusta oceânica forma-se a partir de cristas oceânicas. Quando uma placa oceânica colide com uma placa continental de menor densidade, geralmente a placa oceânica mergulha sob a placa continental, formando uma zona de subducção, de volta à astenosfera.

O vulcanismo e a actividade sísmica em locais como o Anel de Fogo do Oceano Pacífico,  representam risco de terremotos, tsunamis e erupções vulcânicas.  Qualquer sistema de alerta para esses eventos naturais exige um entendimento detalhado da geologia marinha da zona costeira e dos arcos insulares.
A erosão costeira é outro dos campos de estudo da geologia marinha com impacto directo nas populações.  O estudo da sedimentação costeira e em águas profundas e as taxas de precipitação e dissolução do carbonato de cálcio em vários ambientes marinhos têm importantes implicações para avaliar mudanças climáticas globais.
A descoberta e o estudo do vulcanismo e das fontes hidrotermais nas zonas de rifte nas dorsais oceânicas, primeiro no Mar Vermelho e mais tarde na dorsal do Pacífico este e da Dorsal Mesoatlântica, foram e continuam a ser importantes áreas da investigação geológica marinha.  Os organismos extremófilos descobertos nesses sistemas hidrotermais tiveram um impacto pronunciado na compreensão da vida na Terra.
O a cartografia geológica dos fundos oceânicos é outro campo relevante da geologia marinha. O conhecimento da geomorfologia de regiões até recentemente inexploradas, como o estudo da plataforma continental tem implicações políticas e diplomáticas, como no caso da Lei do Mar, a Convenção das Nações Unidas sobre o Direito do Mar.